# 에스타디오 올림피코 아타우알파
에스타디오 올림피코 아타우알파(스페인어: Estadio Olímpico Atahualpa)는 에콰도르 키토에 위치한 경기장으로 수용 인원은 35,742명이다. 에콰도르 축구 국가대표팀, 데포르티보 키토, CD 엘 나시오날, 우니베르시다드 카톨리카의 홈 구장으로 사용되고 있다.